# Gulács (hegy)
A Gulács a Tapolcai-medence egyik tanúhegye, magassága 393 méter. Vulkanikus eredetű, bazaltból épül fel. A hegy nyugati oldalán található Nemesgulács falu.

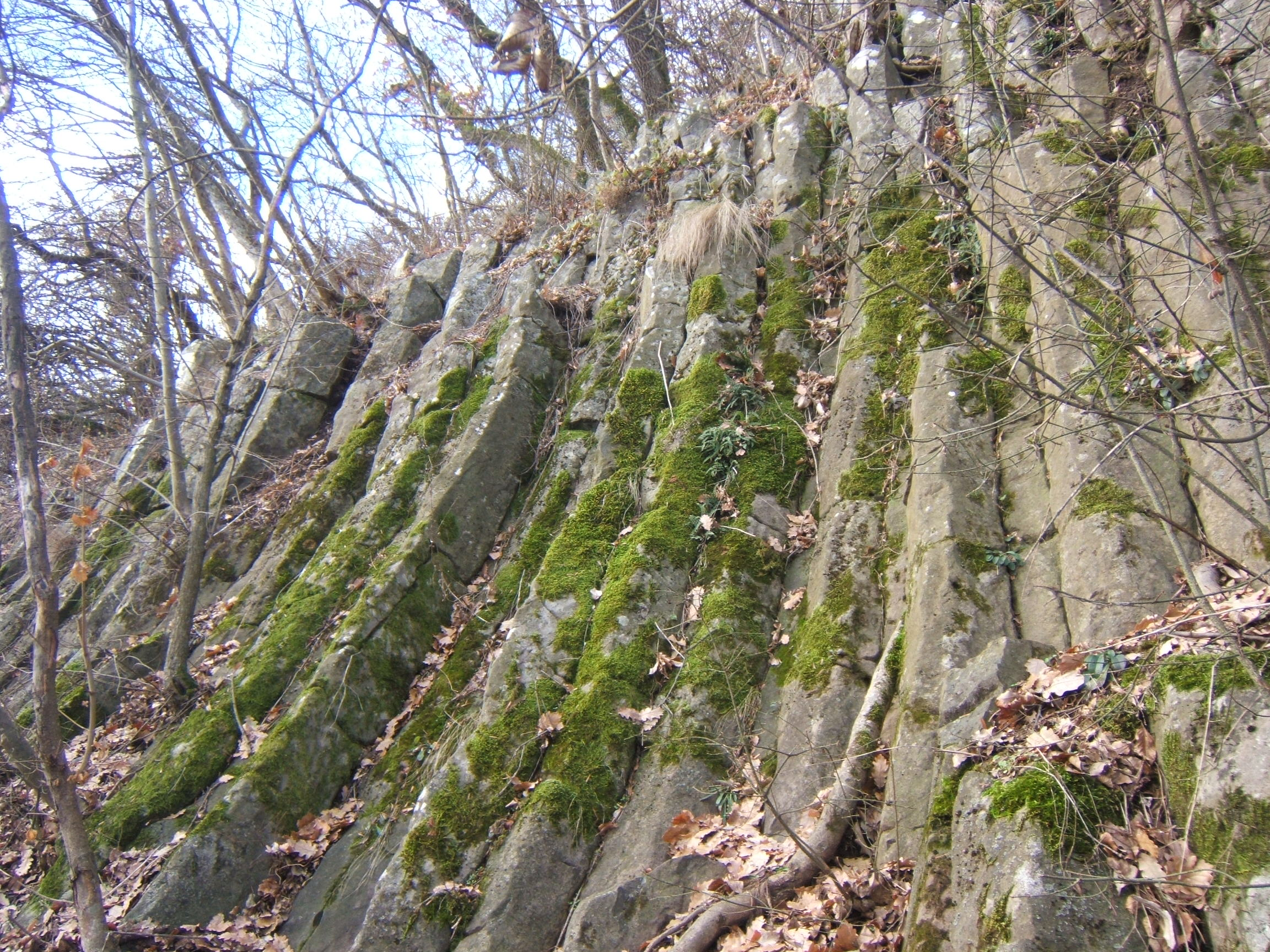
Bazaltoszlopok a Gulácson

A Tapolcai-medence más tanúhegyeihez hasonlóan ez is bazaltból áll, melyet egykor bányásztak is útépítési célból. 1961-ig üzemelt a kőbánya, nyomát a hegy sebei őrzik. A hegyen már a római időkben is virágzó szőlőtermesztés folyt. Jelentősebb szőlőfajták az olaszrizling, a szürkebarát, a zöld szilváni, a Muscat Ottonel és a Zweigelt.
A hegy neve az ómagyar Gula névből származik, a név írásos forrásban először 1268-ban jelent meg. Ekkor még kettő, később már három Gulács nevű település létezett: Alsó-, Felső- és Középső-. A 20. században Keresztury Dezső a hegyet a magyar Fudzsinak nevezte.
A Gulácsot érinti az Országos Kéktúra vonala is, amely elhalad a Sér-kút mellett is. Ez egy forrás a hegy oldalában. Az útvonal azonban nem megy fel a csúcsra, oda a kék háromszög jelzésen lehet feljutni.